# Priscilla Wald
Priscilla Wald (née en 1958) est une féministe américaine, essayiste et professeure à l'université Duke

## Biographie
Priscilla Wald obtient une licence en 1980 à l'université Yale, puis un master en 1981 et un doctorat à l'université Columbia en 1987. Elle est professeure d'anglais et d'études sur les femmes à l'université Duke et l'auteure de Constituting Americans: Cultural Anxiety and Narrative Form - "Ce qui constitue les  Américains :  anxiété culturelle et forme narrative" (1995) et Contagious: Cultures, Carriers, and the Outbreak Narrative - "Contagieux : récit des cultures, vecteurs, et déclenchement de la maladie" (2008). 
Elle explore les méthodes utilisées pour décrire une maladie en en soulignant l'impact social notamment à travers la création de fictions narratives.  
Elle a publié de nombreux ouvrages sur des questions situées au croisement de la science, de la médecine, du droit et de la littérature. Elle travaille sur un livre intitulé Human Being After Genocide - "L'être humain après le génocide", qui aborde les conceptions de l'être humain issues de l'innovation scientifique et technologique qui ont émergé à la fin de la Seconde Guerre mondiale. Elle travaille également à une série d'essais qui explorent l'impact de la génomique sur la réflexion actuelle concernant l'appartenance sociale, biologique, politique et sur le récit de l'histoire humaine. Ainsi, par exemple, l'article Cognitive estrangement, science fiction, and medical ethics  dans lequel elle s'intéresse au cas de Henrietta Lacks, dont le cancer a permis au chercheur Johns Hopkins de développer la première lignée cellulaire immortelle, ouvrant ainsi de nouvelles perspectives de recherche. Dans cet article, Priscilla Ward met en relation cette avancée médicale avec la série de récits de science fiction de Octavia Butler connue sous le nom de trilogie Lilith's Brood (Xenogenesis), dont un des personnages aurait été inspiré par le célèbre cas.   
Priscilla Wald est l'actuelle co-rédactrice en chef de la revue American Literature. Elle a été présidente de l'American Studies Association (en) (ASA) en 2011-2012.
Elle est mariée au poète et critique littéraire Joseph Donahue (en).

## Publications
- Constituting Americans: Cultural Anxiety and Narrative Form (Duke University Press, 1995).  (ISBN 978-0-822-31547-6)
- Contagious: Cultures, Carriers, and the Outbreak Narrative (Duke University Press, 2008).  (ISBN 978-0-822-34153-6)